# Саттар
Саттар (араб.  ستار ‎ — «Прощающий») — арабское имя, укороченная форма имени Абд ус-Саттар (Раб прощающего). Имя восходит к эпитету Аллаха, происходит от глагола «стр» — «покрывать», является однокоренным с именем Мастура. «Йа-саттар» — предписываемый шариатом возглас мужчины при входе в чужой дом, чтобы скрылись женщины.
- Саттар — азербайджанский певец-ханенде
- Саттар-хан — деятель Конституционной революции в Иране 1905—1911 гг..
- Сатар, Якуп (1898—2008) — последний ветеран Первой мировой.

Фамилия
- Саттаров